# ブルーノ・マントヴァーニ
ブルーノ・マントヴァーニ（Bruno Mantovani、1974年10月8日 - ）は、フランスの現代音楽の作曲家。

## 経歴
マントヴァーニは、ペルピニャン音楽院でピアノ、パーカッション、それにジャズを学んだ後、1993年、パリ国立高等音楽・舞踊学校に進み、ガイ・ラベル（fr:Guy Reibel）から作曲を、アラン・ポワリエから音楽史を、アラン・ルヴィエ（fr:Alain Louvier）からアナリーゼを、Rémy Strickerから音楽美学を、ロラン・キュニオから電子音響音楽を、ジャック・シャルパンティエから管弦楽法を学んだ。さらにルーアン大学（fr:Université de Rouen）で音楽学を、ロワイヨーモン修道院（fr:Abbaye de Royaumont）で作曲コースを、1998年にはIRCAMで作曲および音楽情報処理を学んだ。フランス政府などから作品の委嘱を受けている。
2010年8月2日より、36歳と言う異例の若さでパリ国立高等音楽・舞踊学校院長に就任した。また、2020年1月よりアンサンブル・オルケストラル・コンタンポランの芸術・音楽監督を務めている。

## 作品
- 感情をこめて（"Mit Ausdruck" concerto pour clarinette basse et grand orchestre, 2003年）
- オシ（同じように）…（Aussi pour orgue, 2003年）
- コン・レッジェレッツァ（Con leggerezza, 2004年）
- タイム・ストレッチ ~ ジェズアルドの作品を下地に（Time Stretch (on Gesualdo), 2006年）

## 書籍
- ジャン＝ピエール・ティオレ, アドルフ・サックス, マルセル・ミュール & Co, Paris, H & D, 2004, « Bruno Mantovani »,  p.  147-148. ISBN 2 914 266 03 0

### フランス語
- Biographie sur le site de l'Ircam
- Biographie sur le Centre de documentation de la musique contemporaine
- Musique nouvelle en liberté

### 英語
- Boston Modern Orchestra Project